# Капушјанске Кљачани
Капушјанске Кљачани (слч. Kapušianske Kľačany) насељено је мјесто са административним статусом сеоске општине (слч. obec) у округу Михаловце, у Кошичком крају, Словачка Република.

## Становништво
| Година:    | 1994. | 2004.    | 2014.    | 2024.   |
| ---------- | ----- | -------- | -------- | ------- |
| Број људи: | 738   | 822      | 922      | 976     |
| Разлика:   |       | +11,38 % | +12,16 % | +5,85 % |

| Година:    | 2023. | 2024.   |
| ---------- | ----- | ------- |
| Број људи: | 949   | 976     |
| Разлика:   |       | +2,84 % |

Према подацима о броју становника из 2011. године насеље је имало 889 становника.